# Cordulia
Cordulia är ett släkte i insektsordningen trollsländor som tillhör familjen skimmertrollsländor. Det finns tre kända arter i släktet. I Europa finns Cordulia aenea, i Nordamerika finns Cordulia shurtleffii och i Asien finns Cordulia amurensis.

## Arter
- Cordulia aenea
- Cordulia amurensis
- Cordulia shurtleffii